# 哲学カフェ

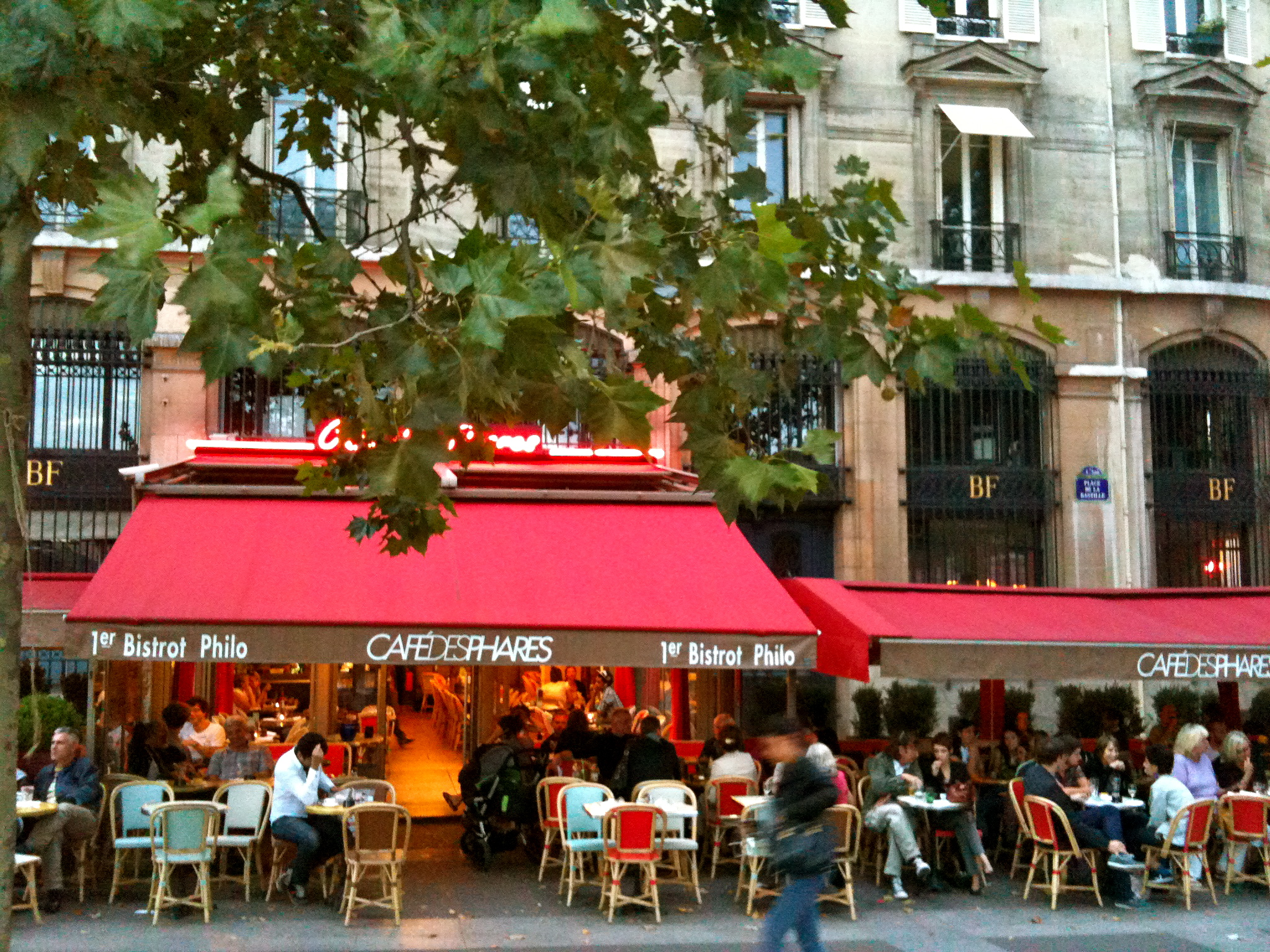
カフェ・デ・ファール（灯台カフェ, Café des Phares）
世界初の哲学カフェ、パリ4区バスティーユ広場

哲学カフェ（てつがくカフェ、仏: café philosophique）は哲学的な議論（各哲学カフェでは「対話」や「話し合い」と称することが多い）をするための草の根の公開討論会。

## 概要
哲学者のマルク・ソーテ(1947年–1998年)がフランスのパリで創立した。
ソーテは1992年12月13日、バスティーユ広場のパリ4区側にあるカフェ「カフェ・デ・ファール（灯台カフェ, Café des Phares）」で初の哲学カフェを開いた。彼は日曜日ごとに午前11時に自分の哲学カフェに何人かの友人を集め、2時間ほど哲学の討論（「考え方のけんか」"conceptual fisticuffs"）を行なった。偉そうな上流階級ではなくて一般公衆を対象とした、「推論の基本原理」へと戻ることが、彼の哲学だった。
最初の会合には10人かそこらの人々が集まっただけだった。まもなく大学生たちが姿を見せ、街の風変わりな市民たち、勤務時間外のタクシードライバーたち、そして暇で裕福な有閑女性たちがあとに続いた。これが毎週恒例のイベントとなり、各会合におよそ200人の人たちが集まるまでに膨れ上がった。
その意味でソーテは、哲学カフェに参加する一般公衆に哲学を取り戻した。そうする中で、彼は高等教育で教えられている通常の哲学に忠実でないとみなされ、学者たちによって排斥された。
このカフェで論じられる主題は、サンタクロースの伝説から真実、美、性、死にまでおよんだ。

## 国内の哲学カフェの経緯
- 1996年、マルク・ソーテの著書『ソクラテスのカフェ』の邦訳が出版される。
- 1998年、マルク・ソーテの著書『ソクラテスのカフェ』の第2巻の邦訳が出版される。
- 2000年、大阪大学臨床哲学研究室が應典院で哲学対話イベント・哲学カフェをはじめて試みる[6]。
- 2001年、中田敬史が実験哲学カフェを開催する。
- 2003年、クリストファー・フィリップスの著書『ソクラテス・カフェにようこそ : 誰にでもできる哲学への招待』の邦訳が出版される。
- 2005年10月、佐世保工業高等専門学校一般科目哲学科の川瀬雅也が佐世保高専「一般教養講座」として哲学カフェを開く[7]。
- 2008年2月6日、千葉大学が公共哲学カフェを開く[8]。
- 同年5月13日、徳山工業高等専門学校の小川仁志が学内のゼミ室で第1回目の哲学カフェを開く[9]。
- 2010年5月8日、東北大学のグループが仙台哲学カフェを開く[10]。
- 2011年、小川仁志が著書『哲学カフェ! : 17のテーマで人間と社会を考える』を発表する。
- 2013年4月22日、富山大学のグループが第1回哲学カフェを開く[11]。

## 国内各地の哲学カフェ
北海道
- コト ノ ココロ、コト の 森。[12]

宮城県
- てつがくカフェ@せんだい[13]
- 東北大学SLA「かんがえるソファ」[14]

山形県
- 哲学カフェsalon de Yamagata

福島県
- てつがくカフェ@ふくしま[15]
- てつがくカフェ@南相馬[16]
- 哲学カフェ in co-ba koriyama[17]

茨城県
- 哲学カフェ「ソクラテス・サンバ・カフェ」- 筑波大学[18][19]

栃木県
- 哲学カフェ - 帝京大学宇都宮キャンパス[20]
- ママ哲（親哲学カフェ ）- マザーズガーデン～子どもわくわく教室「あすなろ」[21]

千葉県
- 公共哲学カフェ - 千葉大学[22]

東京都
- カフェフィロtokyo[23]
- Core Talk Cafe[24]
- 小金井哲学カフェ[25]
- さろん哲学[26][27]
- 人生カフェ（中高年の人生を考える哲学カフェ）[28]
- 東京メタ哲学カフェ（哲学カフェの運営を考える哲学カフェ）[29]
- 新宿哲学カフェ（哲学カウンセリング、哲学コンサルティングなど）[30]
- 哲愕カフェ by NAoK （New Act of Knowledge）アート・科学コミュニケーション専門の哲学カフェを開催

神奈川県
- 鎌倉哲学カフェ[31]
- 哲学カフェ横浜[32]
- café la Société（カフェ・ソシエテ／神奈川、東京）

富山県
- 哲学カフェ - 富山大学[33]
- Ethical Girls Open Talk Event 「ミント　カフェ」社団法人実践倫理宏正会　富山支部

愛知県
- なごテツ
- Philosophy 愛知
- 犬てつ

岐阜県
- 哲学カフェ de ぎふ[34]

静岡県
- 富士哲学カフェ - ethicafe

- 哲学カフェ＠しずおか[35]

滋賀県
- びわこ哲学カフェ[36][37]

京都府
- 哲学カフェ　“問答連”[38]
- 哲学海　哲学カフェ - 大谷大学

大阪府
- カフェフィロ - 大阪大学[39][40][41]
- 実験哲学カフェ[42]
- 哲学カフェ＠中津ぱぶり家 - PE班[43]

兵庫県
- むこのそう哲学カフェ

岡山県
- 哲学カフェ - 岡山大学[44]
- てつぷら岡山[45]

広島県
- ひろしま哲学アゴラ[45]

島根県
- 晤語（ごご）の哲学 - 島根大学[46]

香川県
- てつがく屋

福岡県
- 福岡哲学カフェ　エクフィロ[47][48]

大分県
- BunDoku哲学カフェ-大分朝読書コミュニティ
- 哲学カフェ大分-対話と人と読書

鹿児島県
- 鹿児島哲学カフェ[49][50]
- 鹿屋哲学カフェ 言霊（ことだま）

## TV番組
- 「新コミュニケーション“哲学カフェ”で語り合いたい」『VOICE』（毎日放送、2010年4月30日）
- 「心スッキリ!! 哲学のススメ」『あさイチ』（NHK総合、2015年12月21日）